# Presidente de la Cámara de Diputados de la Nación Argentina
El Presidente de la Cámara de Diputados de la Nación Argentina es la máxima autoridad de la Cámara de Diputados de aquel país sudamericano. El cargo fue establecido en el año 1853 por la Constitución de la Nación Argentina.
Se encuentra tras el Vicepresidente y el Presidente provisional del Senado en la línea de sucesión del presidente de la Nación, en caso de impedimento temporal o vacancia, según la Constitución de la Nación Argentina, en su artículo 88, y la ley de Acefalía Presidencial N.º 25 716 (modificatoria de la Ley N.º 20 972).
El cargo está actualmente en manos de Martín Menem perteneciente a La Libertad Avanza (LLA), elegido el 7 de diciembre de 2023. Detrás de él están sus vicepresidentes; la primera es Cecilia Moreau (PJ) y el segundo, Julio Cobos (UCR).

## Elección
Según el reglamento de la Cámara, dentro de los primeros diez días del mes de diciembre (Art. 1), los diputados, que no finalicen mandato en dicho mes, y los diputados electos, son convocados por el presidente saliente para la elección de sus autoridades. En número suficiente de cuórum, inicia la sesión, presidida por el diputado de mayor edad (Art. 2). Tras la jura de los nuevos diputados, se procede a la elección por mayoría simple de las autoridades, entre los miembros de la Cámara: el presidente y sus tres vicepresidentes. Generalmente el presidente es elegido a propuesta del partido de gobierno, mientras que los vicepresidentes corresponde uno de acuerdo a la cantidad de bancas que posean los tres primeros bloques mayoritarios.
El presidente y vicepresidentes tienen mandato por un año (Art. 37). Si vencido el mandato no hubieran sido reemplazados, continuarán en el desempeño de sus funciones hasta que eso ocurra. En caso de que el presidente termine su mandato como diputado, o se halle impedido o ausente, lo reemplazarán en orden los vicepresidentes. En caso de ausencia de las cuatro autoridades, serán reemplazados por los presidentes de las comisiones permanentes en orden según el artículo 61 del reglamento de la Cámara. 
Los secretarios parlamentario, administrativo, y de coordinación operativa, y tres prosecretarios, acompañan al presidente en el ejercicio de sus deberes, siendo nombrados por la Cámara, dos a propuesta del bloque con más bancas, y el tercero nombrado por la segunda bancada mayoritaria. La conformación de los bloques, de tres o más diputados, se realiza mediante nota dirigida al presidente (Art. 55). Los secretarios citan a los diputados, refrendan la firma del presidente en el Diario de Sesiones, y verifican el resultado de las votaciones (Arts. 43-45).

## Funciones
Según el artículo 39 del reglamento de la Cámara, son atribuciones y deberes del presidente:
1. Llamar a los diputados al recinto y abrir las sesiones desde su asiento;
2. Dar cuenta de los asuntos entrados en el orden y la forma establecidos en el artículo 165;
3. Dirigir la discusión de conformidad al reglamento;
4. Llamar a los diputados a la cuestión y al orden;
5. Proponer las votaciones y proclamar su resultado;
6. Preparar el Orden del Día en defecto del proyecto de la Comisión de Labor Parlamentaria;
7. Autenticar con su firma el Diario de Sesiones, que servirá de acta y, cuando sea necesario, todos los actos, órdenes y procedimientos de la Cámara;
8. Recibir y abrir las comunicaciones dirigidas a la Cámara para ponerlas en conocimiento de ésta;
9. Hacer citar a sesiones de tablas y especiales;
10. Proveer lo concerniente a la policía, orden y mecanismo de la Secretaría;
11. Presentar a la aprobación de la Cámara los presupuestos de sueldos y gastos de ella;
12. Nombrar todos los empleados de la Cámara, con excepción de los secretarios y prosecretarios. Las vacantes que ocurran dentro del personal cuya designación corresponde al presidente en virtud de lo dispuesto en el presente inciso, serán provistas, en lo posible, por ascenso dentro de las respectivas categorías, tomando como base la competencia, aptitudes acreditadas y la antigüedad en el empleo. En caso de creación de cargos nuevos se proveerán previo concurso de selección, cuyas bases establecerán las autoridades de la Cámara;
13. Remover los mismos cuando así proceda legalmente;
14. En general, hacer observar este reglamento en todas sus partes, y ejercer las demás funciones que en él se le asignen

El presidente de la Cámara toma juramento a los diputados electos, presenciando los demás de pie (Art. 2), ordena tomar lista y da constancia a la Secretaría de la ausencia de alguno de ellos en las sesiones, pudiendo ausentarse con aviso, y propone a la Cámara el presupuesto para los empleados de la Cámara. El presidente es el único que puede hablar y comunicar en nombre de la Cámara, pero no podrá hacerlo sin su previo acuerdo (Art. 42). Sobre los informes de gestión del jefe de Gabinete de Ministros, los diferentes bloques mandan sus requerimientos a través de la presidencia. 
En cuanto a la designación de las comisiones permanentes, durante las sesiones preparatorias del mes de febrero, la Cámara puede delegar en el presidente la conformación de ellas (Art. 29). El presidente de la Cámara, sus vicepresidentes y los presidentes de los bloques conforman la Comisión de Labor Parlamentaria, presidida por el presidente, cuya labor es preparar el orden del día con los asuntos despachados por las comisiones y fijar los días de sesiones (Arts. 58-59).

### Dentro de la sesión
Una vez reunido el número de diputados necesario para sesionar, el presidente declara abierta la sesión, indicando la cantidad de presentes. Luego indica al secretario que informe a la Cámara los mensajes recibidos del poder Ejecutivo Nacional. Durante el debate, el presidente no puede tomar opinión desde su asiento sobre el tema a tratar, pero podrá dejar su lugar al vicepresidente para hacerlo (Art. 40). El presidente únicamente tiene derecho a voto en caso de empate, y en dos casos especiales: en aquellos asuntos en donde formó parte de la discusión y el diputado que lo reemplaza en la banca no quiere hacer uso de su voto, y en aquellos temas en donde la Constitución Nacional exige una mayoría especial o absoluta, debiendo informar a la Cámara su decisión (Art. 41).
En cuanto a la votación, el presidente llama a formar parte a los diputados que están en la antesala (art. 176), y propone la votación en los términos de "Si se aprueba o no el proyecto, artículo o punto en discusion" (Art. 172). Además puede invitar a la Cámara a pasar a cuarto intermedio (Art. 171) o levantar la sesión si se hubiera terminado el orden del día o sea una hora avanzada (Art. 174). 
El presidente es el único que puede interrumpir la palabra de un diputado, previo consentimiento. Si ocurre una falta al orden, el presidente invitará al diputado a que explique sus palabras y lo llamará al orden. Luego de tres llamados al orden, el presidente puede prohibirle la palabra. Sin licencia del presidente, no se puede entrar al recinto, excepto sea diputado, senador o ministro del Ejecutivo; ordena a la policía de la casa y manda retirar a las personas de la barra. 

## Lista
| Presidente                                                                           | Presidente | Presidente                                  | Provincia por la que fue electo | Inicio del gobierno      | Fin del gobierno         | Partido                                         |
| ------------------------------------------------------------------------------------ | ---------- | ------------------------------------------- | ------------------------------- | ------------------------ | ------------------------ | ----------------------------------------------- |
|                                                                                      |            | Benito Graña (1802-1868)                    | Salta                           | 17 de octubre de 1854    | 10 de mayo de 1856       | Partido Federal                                 |
|                                                                                      |            | Baltazar Sánchez (?-1861)                   | Mendoza                         | 10 de mayo de 1856       | 9 de mayo de 1857        | Partido Federal                                 |
|                                                                                      |            | Juan José Álvarez (1821-1892)               | Entre Ríos                      | 9 de mayo de 1857        | 7 de mayo de 1858        | Partido Federal                                 |
|                                                                                      |            | Mateo Luque (1820-1874)                     | Córdoba                         | 7 de mayo de 1858        | 5 de mayo de 1860        | Partido Federal                                 |
|                                                                                      |            | Eusebio Ocampo (1827-?)                     | Corrientes                      | 5 de mayo de 1860        | 4 de abril de 1861       | Partido Federal                                 |
|                                                                                      |            | José Sixto García Isasa (1825-1868)         | Salta                           | 4 de abril de 1861       | 12 de diciembre de 1861  | Partido Federal                                 |
| Congreso de la Confederación Argentina disuelto el 12 de diciembre de 1861           |            |                                             |                                 |                          |                          |                                                 |
|                                                                                      |            | Pastor Obligado (1818-1870)                 | Buenos Aires                    | 24 de mayo de 1862       | 29 de septiembre de 1862 | Partido Federal                                 |
|                                                                                      |            | Nicanor Albarellos (1810-1891)              | Buenos Aires                    | 29 de septiembre de 1862 | 27 de abril de 1863      | Partido Federal                                 |
|                                                                                      |            | José Evaristo Uriburu (1828-1914)           | Salta                           | 27 de abril de 1863      | 4 de mayo de 1864        | Partido Federal                                 |
|                                                                                      |            | Arístides Villanueva (1825-1900)            | Mendoza                         | 4 de mayo de 1864        | 30 de abril de 1865      | Partido Federal                                 |
|                                                                                      |            | José Evaristo Uriburu (1828-1914)           | Salta                           | 30 de abril de 1865      | 6 de septiembre de 1867  | Partido Autonomista Nacional                    |
|                                                                                      |            | Mariano Acosta (1825-1893)                  | Buenos Aires                    | 6 de septiembre de 1867  | 4 de mayo de 1869        | Partido Autonomista Nacional                    |
|                                                                                      |            | Manuel Quintana (1835-1906)                 | Buenos Aires                    | 4 de mayo de 1869        | 5 de mayo de 1870        | Partido Autonomista Nacional                    |
|                                                                                      |            | Mariano Acosta (1825-1893)                  | Buenos Aires                    | 5 de mayo de 1870        | 29 de abril de 1872      | Partido Autonomista Nacional                    |
|                                                                                      |            | Octavio Garrigós (1834-1874)                | Buenos Aires                    | 29 de abril de 1872      | 4 de mayo de 1874        | Partido Autonomista Nacional                    |
|                                                                                      |            | Luis Sáenz Peña (1822-1907)                 | Buenos Aires                    | 4 de mayo de 1874        | 4 de mayo de 1875        | Partido Autonomista Nacional                    |
|                                                                                      |            | Bernardo de Irigoyen (1822-1907)            | Buenos Aires                    | 4 de mayo de 1875        | 2 de agosto de 1875      | Partido Autonomista Nacional                    |
|                                                                                      |            | José Benjamín de la Vega (1832-1891)        | La Rioja                        | 2 de agosto de 1875      | 5 de mayo de 1876        | Partido Autonomista Nacional                    |
|                                                                                      |            | Félix Frías (1816-1881)                     | Buenos Aires                    | 5 de mayo de 1876        | 1 de mayo de 1879        | Partido Autonomista Nacional                    |
|                                                                                      |            | Manuel Quintana (1835-1906)                 | Buenos Aires                    | 1 de mayo de 1879        | agosto de 1880           | Partido Autonomista Nacional                    |
|                                                                                      |            | Vicente P. Peralta (1812-1889)              | Entre Ríos                      | agosto de 1880           | 15 de julio de 1881      | Partido Autonomista Nacional                    |
|                                                                                      |            | Miguel Goyena (1844-1920)                   | Buenos Aires                    | 15 de julio de 1881      | 28 de abril de 1882      | Partido Autonomista Nacional                    |
|                                                                                      |            | Tristán Achával Rodríguez (1843-1887)       | Córdoba                         | 28 de abril de 1882      | 30 de abril de 1883      | Partido Autonomista Nacional                    |
|                                                                                      |            | Miguel Navarro Viola (1830-1890)            | Buenos Aires                    | 30 de abril de 1883      | 13 de julio de 1883      | Partido Autonomista Nacional                    |
|                                                                                      |            | Isaac Chavarría (1842-1928)                 | Mendoza                         | 13 de julio de 1883      | 29 de abril de 1884      | Partido Autonomista Nacional                    |
|                                                                                      |            | Rafael Ruiz de los Llanos (1841-1910)       | Salta                           | 29 de abril de 1884      | 26 de abril de 1886      | Partido Autonomista Nacional                    |
|                                                                                      |            | Juan Eugenio Serú (1849-1924)               | San Juan                        | 26 de abril de 1886      | 4 de mayo de 1887        | Partido Autonomista Nacional                    |
|                                                                                      |            | Estanislao Zeballos (1854-1923)             | Buenos Aires                    | 4 de mayo de 1887        | 1 de mayo de 1888        | Partido Autonomista Nacional                    |
|                                                                                      |            | Carlos Tagle (1840-1901)                    | Córdoba                         | 1 de mayo de 1888        | 4 de mayo de 1889        | Partido Autonomista Nacional                    |
|                                                                                      |            | Tristán A. Malbrán (1841-1904)              | Córdoba                         | 4 de mayo de 1889        | 28 de abril de 1890      | Partido Autonomista Nacional                    |
|                                                                                      |            | Benjamín Zorrilla (1840-1896)               | Salta                           | 28 de abril de 1890      | 18 de junio de 1890      | Partido Autonomista Nacional                    |
|                                                                                      |            | Lucio V. Mansilla (1831-1913)               | Buenos Aires                    | 18 de junio de 1890      | 15 de diciembre de 1890  | Partido Autonomista Nacional                    |
|                                                                                      |            | Benjamín Zorrilla (1840-1896)               | Salta                           | 15 de diciembre de 1890  | 15 de junio de 1892      | Partido Autonomista Nacional                    |
|                                                                                      |            | Torcuato Gilbert (1848-1906)                | Entre Ríos                      | 15 de junio de 1892      | 1 de mayo de 1893        | Partido Autonomista Nacional                    |
|                                                                                      |            | Francisco Lucio García (1854-1925)          | Tucumán                         | 1 de mayo de 1893        | 14 de junio de 1893      | Partido Autonomista Nacional                    |
|                                                                                      |            | Francisco Alcobendas (1838-1911)            | Ciudad de Buenos Aires          | 14 de junio de 1893      | 27 de abril de 1896      | Partido Autonomista Nacional                    |
|                                                                                      |            | Marco Aurelio Avellaneda (1835-1911)        | Buenos Aires                    | 27 de abril de 1896      | 15 de junio de 1901      | Partido Autonomista Nacional                    |
|                                                                                      |            | Benito Villanueva (1854-1933)               | Ciudad de Buenos Aires          | 15 de junio de 1901      | 26 de abril de 1904      | Partido Autonomista Nacional                    |
|                                                                                      |            | Benjamín Victorica (1831-1913)              | Entre Ríos                      | 26 de abril de 1904      | 28 de abril de 1905      | Partido Autonomista Nacional                    |
|                                                                                      |            | Ángel Sastre (1849-1934)                    | Santa Fe                        | 28 de abril de 1905      | 26 de abril de 1906      | Partido Autonomista Nacional                    |
|                                                                                      |            | Alejandro Carbó (1862-1930)                 | Entre Ríos                      | 26 de abril de 1906      | 29 de abril de 1907      | Partido Autonomista Nacional                    |
|                                                                                      |            | Juan Manuel Ortiz de Rosas (1839-1913)      | Buenos Aires                    | 29 de abril de 1907      | 25 de enero de 1908      | Partido Autonomista Nacional                    |
| Congreso clausurado por el presidente José Figueroa Alcorta el 25 de enero de 1908   |            |                                             |                                 |                          |                          |                                                 |
|                                                                                      |            | Eliseo Cantón (1861-1931)                   | Ciudad de Buenos Aires          | 1 de mayo de 1908        | 13 de mayo de 1912       | Partido Autonomista Nacional                    |
|                                                                                      |            | Rosendo Fraga (hijo) (1856-1928)            | Santa Fe                        | 13 de mayo de 1912       | 25 de abril de 1914      | Partido Autonomista Nacional                    |
|                                                                                      |            | Marco Aurelio Avellaneda (1835-1911)        | Buenos Aires                    | 25 de abril de 1914      | 1 de mayo de 1915        | Partido Autonomista Nacional                    |
|                                                                                      |            | Alejandro Carbó (1862-1930)                 | Entre Ríos                      | 1 de mayo de 1915        | 26 de abril de 1916      | Partido Autonomista Nacional                    |
|                                                                                      |            | Mariano Demaría (hijo) (1872-1923)          | Buenos Aires                    | 26 de abril de 1916      | 10 de abril de 1918      | Partido Autonomista Nacional                    |
|                                                                                      |            | Fernando Saguier (1865-1939)                | Ciudad de Buenos Aires          | 10 de abril de 1918      | 26 de abril de 1919      | Unión Cívica Radical                            |
|                                                                                      |            | Arturo Goyeneche (1877-1940)                | Ciudad de Buenos Aires          | 26 de abril de 1919      | 26 de abril de 1922      | Unión Cívica Radical                            |
|                                                                                      |            | Ricardo Pereyra Rozas (?-?)                 | Buenos Aires                    | 26 de abril de 1922      | 10 de abril de 1924      | Unión Cívica Radical                            |
|                                                                                      |            | Mario M. Guido (1884-1946)                  | Buenos Aires                    | 10 de abril de 1924      | 6 de abril de 1926       | Unión Cívica Radical                            |
|                                                                                      |            | Miguel Sussini (1876-1966)                  | Corrientes                      | 6 de abril de 1926       | 21 de mayo de 1928       | Unión Cívica Radical                            |
|                                                                                      |            | Andrés Ferreyra (1886-1935)                 | Ciudad de Buenos Aires          | 21 de mayo de 1928       | 6 de septiembre de 1930  | Unión Cívica Radical                            |
| Congreso clausurado por la Revolución del 30 el 6 de septiembre de 1930              |            |                                             |                                 |                          |                          |                                                 |
|                                                                                      |            | Juan Félix Cafferata (1877-1957)            | Córdoba                         | 20 de enero de 1932      | 10 de abril de 1934      | Partido Demócrata Nacional (Concordancia)       |
|                                                                                      |            | Manuel Fresco (1888-1971)                   | Buenos Aires                    | 10 de abril de 1934      | 25 de abril de 1936      | Partido Demócrata Nacional (Concordancia)       |
|                                                                                      |            | Carlos Noel (1886-1941)                     | Ciudad de Buenos Aires          | 25 de abril de 1936      | 26 de abril de 1938      | Unión Cívica Radical (Concordancia)             |
|                                                                                      |            | Juan Gaudencio Kaiser (1869-1952)           | Buenos Aires                    | 26 de abril de 1938      | 26 de abril de 1940      | Partido Demócrata Nacional (Concordancia)       |
|                                                                                      |            | Carlos Noel (1886-1941)                     | Ciudad de Buenos Aires          | 26 de abril de 1940      | 3 de enero de 1941       | Unión Cívica Radical (Concordancia)             |
|                                                                                      |            | José Luis Cantilo (1871-1944)               | Ciudad de Buenos Aires          | 26 de abril de 1941      | 4 de junio de 1943       | Unión Cívica Radical (Concordancia)             |
| Congreso clausurado por la Revolución del 43 el 4 de junio de 1943                   |            |                                             |                                 |                          |                          |                                                 |
|                                                                                      |            | Ricardo César Guardo (1908-1984)            | Ciudad de Buenos Aires          | 26 de abril de 1946      | 26 de abril de 1948      | Partido Peronista                               |
|                                                                                      |            | Héctor José Cámpora (1909-1980)             | Buenos Aires                    | 26 de abril de 1948      | 25 de abril de 1953      | Partido Peronista                               |
|                                                                                      |            | Antonio J. Benítez (1903-1992)              | Ciudad de Buenos Aires          | 25 de abril de 1953      | 26 de abril de 1955      | Partido Peronista                               |
|                                                                                      |            | Alberto Rocamora (1911-2004)                | Buenos Aires                    | 26 de abril de 1955      | 16 de septiembre de 1955 | Partido Peronista                               |
| Congreso clausurado por la Revolución Libertadora el 16 de septiembre de 1955        |            |                                             |                                 |                          |                          |                                                 |
|                                                                                      |            | Federico Fernández de Monjardín (1895-1970) | Buenos Aires                    | 31 de marzo de 1958      | 29 de marzo de 1962      | Unión Cívica Radical Intransigente              |
| Congreso clausurado por el presidente José María Guido el 29 de marzo de 1962        |            |                                             |                                 |                          |                          |                                                 |
|                                                                                      |            | Arturo Mor Roig (1914-1974)                 | Buenos Aires                    | 12 de agosto de 1963     | 28 de junio de 1966      | Unión Cívica Radical del Pueblo                 |
| Congreso clausurado por la Revolución Argentina el 28 de junio de 1966               |            |                                             |                                 |                          |                          |                                                 |
|                                                                                      |            | Raúl Alberto Lastiri (1915-1978)            | Buenos Aires                    | 3 de mayo de 1973        | 25 de abril de 1975      | Partido Justicialista (FREJULI)                 |
|                                                                                      |            | Nicasio Juan Sánchez Toranzo (1905-2009)    | Tucumán                         | 25 de abril de 1975      | 24 de marzo de 1976      | Partido Justicialista (FREJULI)                 |
| Congreso clausurado por el Proceso de Reorganización Nacional el 24 de marzo de 1976 |            |                                             |                                 |                          |                          |                                                 |
|                                                                                      |            | Juan Carlos Pugliese (1915-1994)            | Buenos Aires                    | 29 de noviembre de 1983  | 3 de abril de 1989       | Unión Cívica Radical                            |
|                                                                                      |            | Leopoldo Moreau (n. 1946)                   | Buenos Aires                    | 26 de abril de 1989      | 6 de julio de 1989       | Unión Cívica Radical                            |
|                                                                                      |            | Alberto Pierri (n. 1948)                    | Buenos Aires                    | 6 de julio de 1989       | 1 de diciembre de 1999   | Partido Justicialista                           |
|                                                                                      |            | Rafael Pascual (n. 1951)                    | Ciudad de Buenos Aires          | 1 de diciembre de 1999   | 5 de diciembre de 2001   | Unión Cívica Radical (Alianza)                  |
|                                                                                      |            | Eduardo Camaño (n. 1946)                    | Buenos Aires                    | 5 de diciembre de 2001   | 6 de diciembre de 2005   | Partido Justicialista                           |
|                                                                                      |            | Alberto Balestrini (1947-2017)              | Buenos Aires                    | 6 de diciembre de 2005   | 5 de diciembre de 2007   | Partido Justicialista (Frente para la Victoria) |
|                                                                                      |            | Eduardo Fellner (n. 1954)                   | Jujuy                           | 5 de diciembre de 2007   | 6 de diciembre de 2011   | Partido Justicialista (Frente para la Victoria) |
|                                                                                      |            | Julián Domínguez (n. 1963)                  | Buenos Aires                    | 6 de diciembre de 2011   | 4 de diciembre de 2015   | Partido Justicialista (Frente para la Victoria) |
|                                                                                      |            | Emilio Monzó (n. 1965)                      | Buenos Aires                    | 4 de diciembre de 2015   | 4 de diciembre de 2019   | Propuesta Republicana (Cambiemos)               |
|                                                                                      |            | Sergio Massa (n. 1972)                      | Buenos Aires                    | 4 de diciembre de 2019   | 2 de agosto de 2022      | Frente Renovador (Frente de Todos)              |
|                                                                                      |            | Cecilia Moreau (n. 1976)                    | Buenos Aires                    | 2 de agosto de 2022      | 7 de diciembre de 2023   | Frente Renovador (Frente de Todos)              |
|                                                                                      |            | Martín Menem (n. 1975)                      | La Rioja                        | 7 de diciembre de 2023   | Actualmente en el cargo  | La Libertad Avanza                              |

## Fuente
- «SESIONES PREPARATORIAS – AUTORIDADES (1853-2019)». Dirección de Información Parlamentaria, Cámara de Diputados de la Nación Argentina. Archivado desde el original el 2 de noviembre de 2021.